# 인도 과학원
인도 과학원(Indian Institute of Science, IISc)은 인도의 국립 고등 교육 기관 중 하나이며, 벵갈루루에 위치하고 있다. 석사 및 박사 과정이 있으며, 48개 전공 연구과와 2,000명 이상의 연구자가 있다. 1909년 창립되었다. 인도 공과대학교와 더불어 인도를 대표하는 대학이다.

## 개요
연구 잡지인 'Current Science'에 따르면 인도 과학원의 연구 성과가 인도 내에서 최다인 최우수 연구 기관이다. 2005년마다 특별 예산으로 10억 루피가 지급되었다.
인도 과학원은 기초 연구와 응용 연구에만 전념하는 연구 기관도 아니고, 교육에 중점을 두는 대학도 아닌 존재이면서 최첨단 연구 성과를 내고 계속하면서 충실한 교육도 제공하고 있다. 비교적 작은 기관이기 때문에 학점에 따른 과정 편성 및 연구 평가 기법의 개발 등 최신 지식의 계승 구조를 도입하고 있다.

## 같이 보기
- 인도 공과대학교
- 타타 기초 연구소